# 도돈파치 최대왕생
《도돈파치 최대왕생》은 케이브가 제작한 종스크롤 탄막 슈팅 게임이다. 케이브의 《돈파치》 시리즈 여섯 번째 작품으로 CV1000 아케이드 기판으로 제작돼 2012년 4월 20일 아케이드용으로 발매됐다. 전작들로부터 긴 세월이 지난 후, 궁극의 엘리먼트 돌 히나와 사야가 훈련 전투 중 폭주를 일으키자 돈파치 부대가 출격하는 이야기를 다뤘다.
2013년 성우 연기, 고유의 엑스박스 360 모드, 새로운 플레이어 캐릭터 등 추가 요소가 있는 엑스박스 360판이 출시됐다. 2020년 3월 19일에는 exA-Arcadia 기판으로 엑스박스 360의 내용과 새로운 게임 모드가 추가된 아케이드용 완전판 《도돈파치 최대왕생 EXA 레이블》이 전세계 동시출시됐다.

## 반응
일본 잡지 패미통은 엑스박스 360판 《도돈파치 최대왕생》에 40점 만점에 33점을 부여했다.

## 내용주
1. ↑  일본어: 도돈파치 최대왕생, 영어: DoDonPachi SaiDaiOuJou
2. ↑  일본어: 怒首領蜂最大往生EXAレーベル, 영어: DoDonPachi SaiDaiOuJou EXA Label
3. ↑  영어판 제목 《도돈파치 최대왕생 트루 데스 EXA 레이블》(DoDonPachi True Death EXA Label)